# Adam Duda (generał)
Adam Wiesław Duda  (ur. 9 grudnia 1967 w Żarach) – polski dowódca wojskowy; generał brygady Wojska Polskiego, doktor nauk ekonomicznych (2001), szef Inspektoratu Uzbrojenia (2015–2017). 

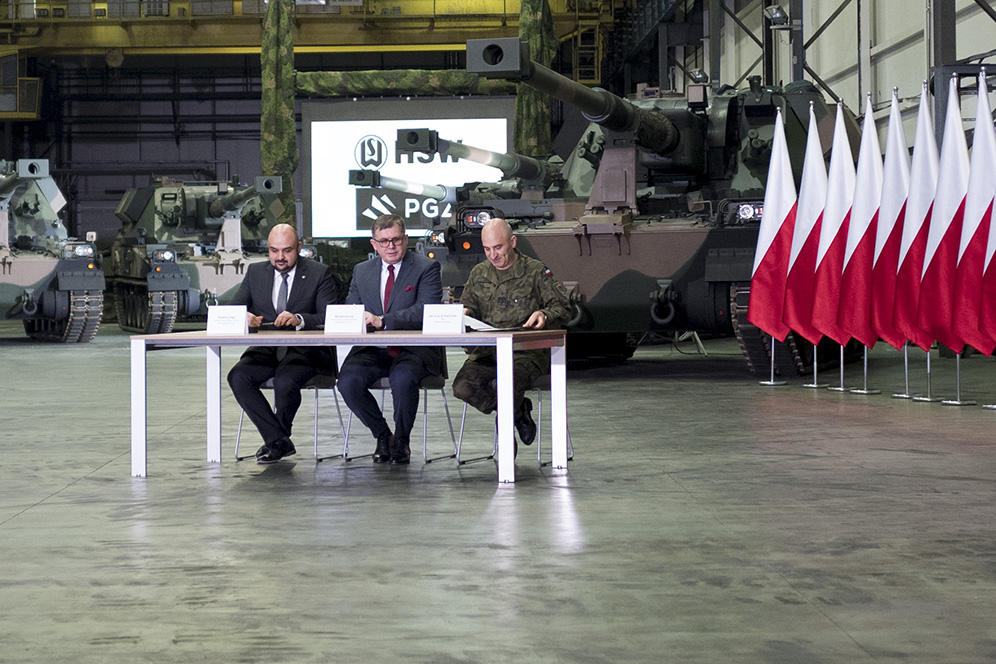
Generał Duda (pierwszy z prawej) podczas podpisywania kontraktów na dostawy sprzętu produkowanego przez Hutę Stalowa Wola w 2016 r.

## Życiorys

### Wykształcenie
Absolwent Wyższej Szkoły Oficerskiej Służb Kwatermistrzowskich i Akademii Ekonomicznej w Poznaniu (1990) oraz studiów doktoranckich na Uniwersytecie Szczecińskim, gdzie uzyskał stopień doktora nauk ekonomicznych (2001). Ukończył studia podyplomowe z prawa gospodarczego na Uniwersytecie Wrocławskim (1995) i polityki obronnej na Narodowym Uniwersytecie Obrony w Waszyngtonie (2011). W 2004 zdobył uprawnienia audytora wewnętrznego nadane przez ministra finansów, ukończył wiele kursów i szkoleń z zakresu zamówień publicznych, audytu i kontroli zarządczej. 

### Służba wojskowa
Adam Duda we wrześniu 1986 podjął studia wojskowe jako podchorąży Wyższej Szkoły Oficerskiej Służb Kwatermistrzowskich w Poznaniu, które ukończył w 1990. W sierpniu tego roku promowany był na pierwszy stopień oficerski – podporucznika. Służbę zawodową rozpoczął w 1990 na stanowisku szefa zaopatrzenia w 42 pułku zmechanizowanym w Żarach. Po przeformowaniu jednostki w 11 Brygadę Zmechanizowaną pełnił służbę na kolejnych stanowiskach, aż do szefa logistyki brygady. W 2001, po rozformowaniu brygady, został wyznaczony na stanowisko szefa Wydziału Planowania Logistyki w Dowództwie 11 Dywizji Kawalerii Pancernej w Żaganiu, a następnie szefa Wydziału G-4 sztabu dywizji.
Od grudnia 2006 do czerwca 2011 był szefem sztabu 11 Lubuskiej Dywizji Kawalerii Pancernej. W tym czasie służył w VIII zmianie Polskiego Kontyngentu Wojskowego w Iraku (2007). W latach 2012–2015 był I zastępcą szefa Inspektoratu Uzbrojenia oraz członkiem Rady Nadzorczej natowskiej agencji ds. zakupów w Luksemburgu (NSPA). Od 1 lipca 2015 sprawował obowiązki szefa Inspektoratu Uzbrojenia. 1 sierpnia 2015 prezydent RP Bronisław Komorowski mianował go na stopień generała brygady. W 2017 po 31 latach służby zakończył zawodową służbę wojskową. Jest członkiem Polskiego Związku Łowieckiego i działa społecznie w Fundacji  „Bezpieczeństwa i Rozwoju Stratpoints” wspierającej żołnierzy weteranów. 

## Awanse
- podporucznik – 1990[2]

(...)
- generał brygady – 1 sierpnia 2015[5][3]

## Ordery, odznaczenia i wyróżnienia
- Brązowy Krzyż Zasługi – 2000[6]
- Gwiazda Iraku – 2007
- Odznaka pamiątkowa 11 Dywizji Kawalerii Pancernej – 2006 (ex officio)

i inne